# Croxley Rail Link
| ehemalige Watford West Railway Station (2020) |                      |                                             |                                             |
| Spurweite: | 1435 mm (Normalspur) |                                             |                                             |
| Stromsystem: | 750 V =              |                                             |                                             |
| Zweigleisigkeit: | ja                   |                                             |                                             |
| |                      |                                             |                                             |
| \| \| \| WCML \| \| \| \| \| Watford Junction geplanter Endpunkt der ML \| \| \| \| \| Watford High Street \| \| \| \| \| WCML & Watford DC Line nach London Euston \| \| \| \| \| Watford Stadium Halt \| \| \| \| \| Watford Vicarage Road (war geplant) \| \| \| \| \| Watford West \| \| \| \| \| Croxley Green 1996 stillgelegt \| \| \| \| \| \| \| \| \| \| Cassiobridge (war geplant) \| \| \| \| \| Watford \| \| \| \| \| Croxley \| \| \| \| \| Metropolitan Line nach Chesham und Amersham \| \| \| \| \| Metropolitan Line nach Baker Street/Aldgate \| \| |                      |                                             |                                             |
| Strecke |                      | WCML                                        | WCML                                        |
| Bahnhof |                      | Watford Junction geplanter Endpunkt der ML  | Watford Junction geplanter Endpunkt der ML  |
| Haltepunkt / Haltestelle |                      | Watford High Street                         | Watford High Street                         |
| Abzweig ehemals geradeaus und nach links |                      | WCML & Watford DC Line nach London Euston   | WCML & Watford DC Line nach London Euston   |
| Haltepunkt / Haltestelle (Strecke außer Betrieb) |                      | Watford Stadium Halt                        | Watford Stadium Halt                        |
| Haltepunkt / Haltestelle (Strecke außer Betrieb) |                      | Watford Vicarage Road (war geplant)         | Watford Vicarage Road (war geplant)         |
| Haltepunkt / Haltestelle (Strecke außer Betrieb) |                      | Watford West                                | Watford West                                |
| Abzweig geradeaus und nach links (Strecke außer Betrieb) · Kopfbahnhof Streckenende und quer (Strecke außer Betrieb) |                      | Croxley Green 1996 stillgelegt              | Croxley Green 1996 stillgelegt              |
| Grenze mit U-Bahn (Strecke außer Betrieb) |                      |                                             |                                             |
| U-Bahn-Haltepunkt / Haltestelle (Strecke außer Betrieb) |                      | Cassiobridge (war geplant)                  | Cassiobridge (war geplant)                  |
| U-Bahn-Kopfbahnhof Streckenanfang und quer · U-Bahn-Abzweig ehemals geradeaus und von rechts |                      | Watford                                     | Watford                                     |
| U-Bahn-Haltepunkt / Haltestelle |                      | Croxley                                     | Croxley                                     |
| U-Bahn-Abzweig geradeaus, nach rechts und von rechts |                      | Metropolitan Line nach Chesham und Amersham | Metropolitan Line nach Chesham und Amersham |
| U-Bahn-Strecke |                      | Metropolitan Line nach Baker Street/Aldgate | Metropolitan Line nach Baker Street/Aldgate |

Croxley Rail Link bzw. Metropolitan Line Extension war ein nicht verwirklichtes Schienenverkehrsprojekt der London Underground in der Gemeinde Croxley Green und der Stadt Watford der englischen Grafschaft Hertfordshire. Es sah vor, das Ende des Streckenasts zur U-Bahn-Endstation Watford mit einer zu reaktivierenden Strecke zum Bahnhof Watford Junction zu verbinden. Die Strecke sollte ab der zweiten Hälfte der 2010er Jahre von Zügen der Metropolitan Line genutzt werden.

## Historie

### Entstehung der U-Bahn-Strecke
Ähnlich wie andere Eisenbahngesellschaften verfolgte die Metropolitan Railway zu Anfang des 20. Jahrhunderts das Geschäftsmodell, Strecken in damals noch ländliche Vororte Londons zu bauen und auf diese Weise Pendler aus der wachsenden Mittelschicht der Hauptstadt an sich zu binden. Im Unterschied zu anderen Eisenbahngesellschaften hatte sie für sich das Recht erwirkt, längs dieser Strecken eigenständig Grundstücke für neue Wohngebiete im Grünen zu verkaufen, und flankierte dies mit einer wegweisenden Werbekampagne unter dem Schlagwort Metro-land.
Ihre Hauptstrecke begann am Bahnhof Baker Street und erschloss von dort den Nordwesten des sich entwickelnden Großraums London. Den Abschnitt von Harrow-on-the-Hill bis Verney Junction betrieb die Metropolitan Railway nach 1903 gemeinsam mit der Great Central Railway Company, deren Hauptstrecke von London Marylebone nach Sheffield führte. Die gemeinsame Gesellschaft namens „Metropolitan and Great Central Joint Railway“ plante auf Veranlassung des Rates des Urban District Watford die Zweigstrecke ins Zentrum Watfords. Das Parlament des Vereinigten Königreichs genehmigte den Bau im Jahr 1912.
Verzögert durch den Ersten Weltkrieg begannen die Bauarbeiten erst Ende 1922. Jedoch hatte Watford den Cassiobury Park 1911 als städtische Grünanlage erworben und sperrte sich mittlerweile gegen den Weiterbau der Zweigstrecke über die Station Watford hinaus. Eine 1927 geplante alternative Verbindung zu einer Endstation Watford Central scheiterte an den Baukosten. 1925 eröffnet, verbleibt Watford damit als vergleichsweise schwach genutzte Endstation rund 1,6 Kilometer vom Zentrum Watfords entfernt. Bis heute ist dieses einfacher von Watford High Street und dem Hauptbahnhof Watford Junction aus erreichbar, dort mit Fernverkehrsanschluss auf der West Coast Mainline. Als Behelf richtete die Metropolitan Railway eine Busverbindung ein.
Die Metropolitan Railway ging 1933 in der öffentlich-rechtlich organisierten Nahverkehrsgesellschaft Londons auf, dem London Passenger Transport Board. Ihre Strecken wurden zur Metropolitan Line der Londoner U-Bahn.

### Zweigstrecke der LNWR
Die London and North Western Railway hatte bereits 1908 mit den Planungen für eine eigene Zweigstrecke von Watford High Street nach Croxley Green, ausgehend von der anfangs glücklosen Watford and Rickmansworth Railway, begonnen. Eröffnet wurde sie 1912. Obwohl sich ihre Endstation Croxley Green nur rund 200 Meter von den Gleisen der Metropolitan Railway entfernt befand, war nie eine Verbindung der beiden konkurrierenden Eisenbahnstrecken geplant.

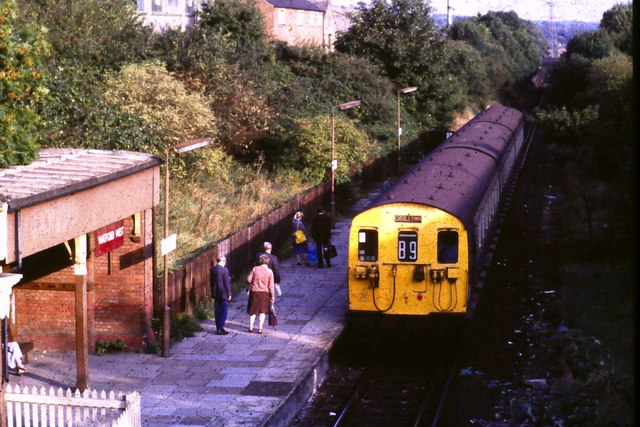
Watford West Railway Station in Betrieb (1985)

Die Zwischenstation Watford West öffnete 1913 und schloss vorübergehend bereits im folgenden Jahr für die Dauer des Ersten Weltkriegs. 1922 wurde die Strecke elektrifiziert. Der Stilllegung gemäß den Planungen Richard Beechings, des Vorsitzenden von British Railways, entging sie im Jahr 1966 knapp. Für den Veranstaltungsverkehr zu Fußballspielen des FC Watford im Stadion Vicarage Road entstand 1982 der Haltepunkt Watford Stadium, der mit abnehmendem Erfolg des Vereins seine Funktion wieder einbüßte. Nach einer letzten, versuchsweisen Taktverdichtung von 1988 bis Anfang 1990 verblieb ab 1993 nur ein werktägliches Zugpaar auf der Strecke: Ein sogenannter Parlamentszug mit dem Hauptzweck, den formellen Stilllegungsprozess aufzuschieben. 1996 trennte ein Straßenbauprojekt die Endstation dauerhaft vom Netz. Ab diesem Zeitpunkt ruhte der Reisezugbetrieb bis ins Jahr 2003, in dem die Zweigstrecke für den Gesamtverkehr stillgelegt wurde. Dabei wurde die Trasse auf fünf Jahre für Croxley Rail Link gesichert. 2005 wurde die Weiche zum übrigen Streckennetz entfernt.

## Projekt Croxley Rail Link

### Umfang der Planungen

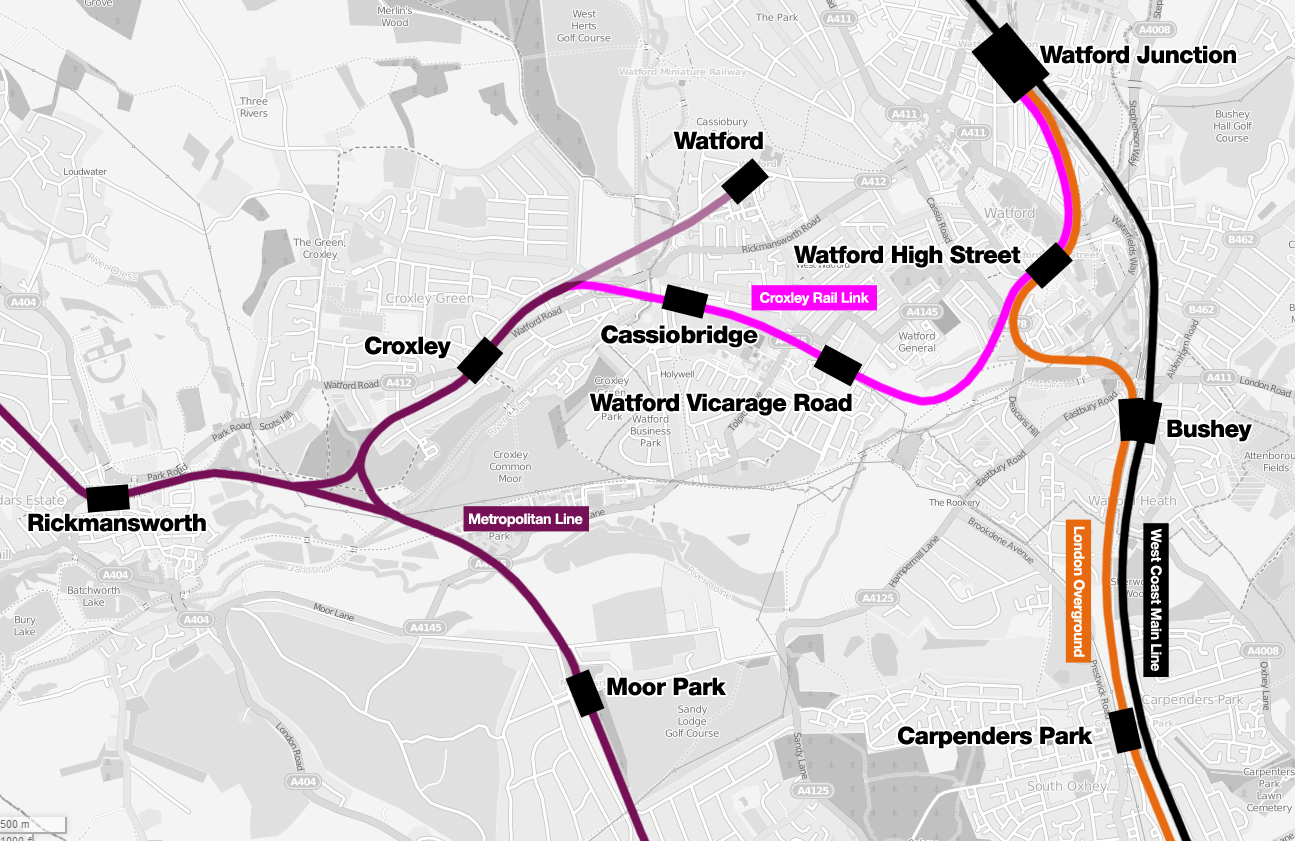
Geplanter Streckenverlauf des Croxley Rail Link, rechts mittig. Rechts von unten nach oben die Hauptstrecke West Coast Mainline von London Euston, mit der Overground auf der Watford DC Line zur Station Watford Junction und ihrer Verschwenkung im Bereich der Station Watford High Street. Links unten die Hauptstrecke der Metropolitan Line mit dem Gleisdreieck zur Zweigstrecke nach Watford.

Die Bezeichnung „Croxley Rail Link“ tauchte erstmals um 1994 in Planungsdokumenten auf. Darunter wurde eine rund 5,5 Kilometer lange Strecke zwischen der U-Bahn-Station Croxley und dem Bahnhof Watford High Street an der Watford DC Line verstanden. Sie sollte im Wesentlichen die stillgelegte Zweigstrecke der ehemaligen LNWR neu nutzen und die wegen ihrer ungünstigen Lage schwach ausgelastete Endstation der Metropolitan Line ablösen. Wichtigstes verbindendes Element war ein neuer Viadukt über den Grand Union Canal, den Fluss Gade und eine Hauptstraße.
Die drei seit 1996 ungenutzten Stationen sollten geschlossen bleiben, aber im Wesentlichen durch die Neubauten Watford Cassiobridge und Watford Vicarage Road ersetzt werden. Zudem sollten die bereits von der London Overground angefahrenen Stationen Watford High Street und Watford Junction mit genutzt werden. Die bisherige Endstation Watford der Underground wäre wahrscheinlich geschlossen worden.
Darüber hinaus erwog die Grafschaft Hertfordshire, ergänzend eine Querverbindung von Watford Junction über die kaum genutzte Nordkurve des Gleisdreiecks Watford Triangle nach Rickmansworth und die Hauptstrecke der Metropolitan Line bis Amersham in der Grafschaft Buckinghamshire zu bestellen. Falls London Underground den Auftrag für eine solche Leistung erhalten hätte, wäre dies die einzige Linie der U-Bahn gewesen, die vollständig außerhalb der Stadt London gelegen hätte.

### Unter Regie der Grafschaft Hertfordshire
Federführend bei der Planung war der Rat der Grafschaft Hertfordshire (Hertfordshire County Council), unterstützt von den anliegenden Gemeinden Watford und Three Rivers. Aufgrund der Lage außerhalb der Hauptstadt war eine Beteiligung durch die Dachgesellschaft von London Underground, Transport for London ‒ Rechtsnachfolgerin des London Passenger Transport Board ‒ nicht darstellbar.
Hertfordshire wollte daher Planung und Bau durch Fördermittel des Verkehrsministeriums des Vereinigten Königreichs und durch Aufnahme von Verbindlichkeiten finanzieren, welche mit den Fahrgelderlösen getilgt werden sollten. Die Verkehrsanbindung sollte die Ansiedlung eines Gesundheitszentrums, von Gewerbebetrieben sowie den Bau von Wohnraum begünstigen und auf diesem Weg höhere Steuereinnahmen für Grafschaft und Gemeinde generieren. Diese gewerblichen Investoren wurden in Höhe von 1,5 Millionen Pfund ebenfalls an den Planungskosten beteiligt.
Naheliegende Maßnahmen zur Senkung der Bau- und Betriebskosten, beispielsweise schmucklose und nicht mit Personal besetzte Stationen, befanden sich in einem Spannungszustand mit den betrieblichen Erfordernissen eines attraktiven Zugangebots. Anders als bei der früheren Zweigstrecke waren die Mindeststandards für Strecken der London Underground einzuhalten. So musste, neben dem durchgehend zweigleisigen Ausbau der Strecke wie auch des neuen Viadukts, der Bau eines neuen Unterwerks für die Stromversorgung eingerechnet werden. Im Rahmen der laufenden Beschaffung kaufte London Underground vorausschauend einen zusätzlichen Zug des Typs S-Stock zum Preis von 15,5 Millionen Pfund.
Hertfordshire drückte die anfangs errechneten Projektkosten in Höhe von 170 Millionen auf 115 Millionen Pfund, um die Bedingungen für Fördermittel des Verkehrsministeriums in Höhe von 76 Millionen Pfund einhalten zu können. Insgesamt aber blieb das errechnete Kosten-Nutzen-Verhältnis ungünstig. Dennoch erließ das Parlament am 24. Juli 2013 das für die Baugenehmigung erforderliche Gesetz gemäß dem Transport and Works Act, mit einem für Herbst 2015 avisierten Baubeginn. Ein erster Freischnitt der seit 1996 zugewachsenen Verkehrsanlagen erfolgte 2013.

### Bei TfL als Metropolitan Line Extension

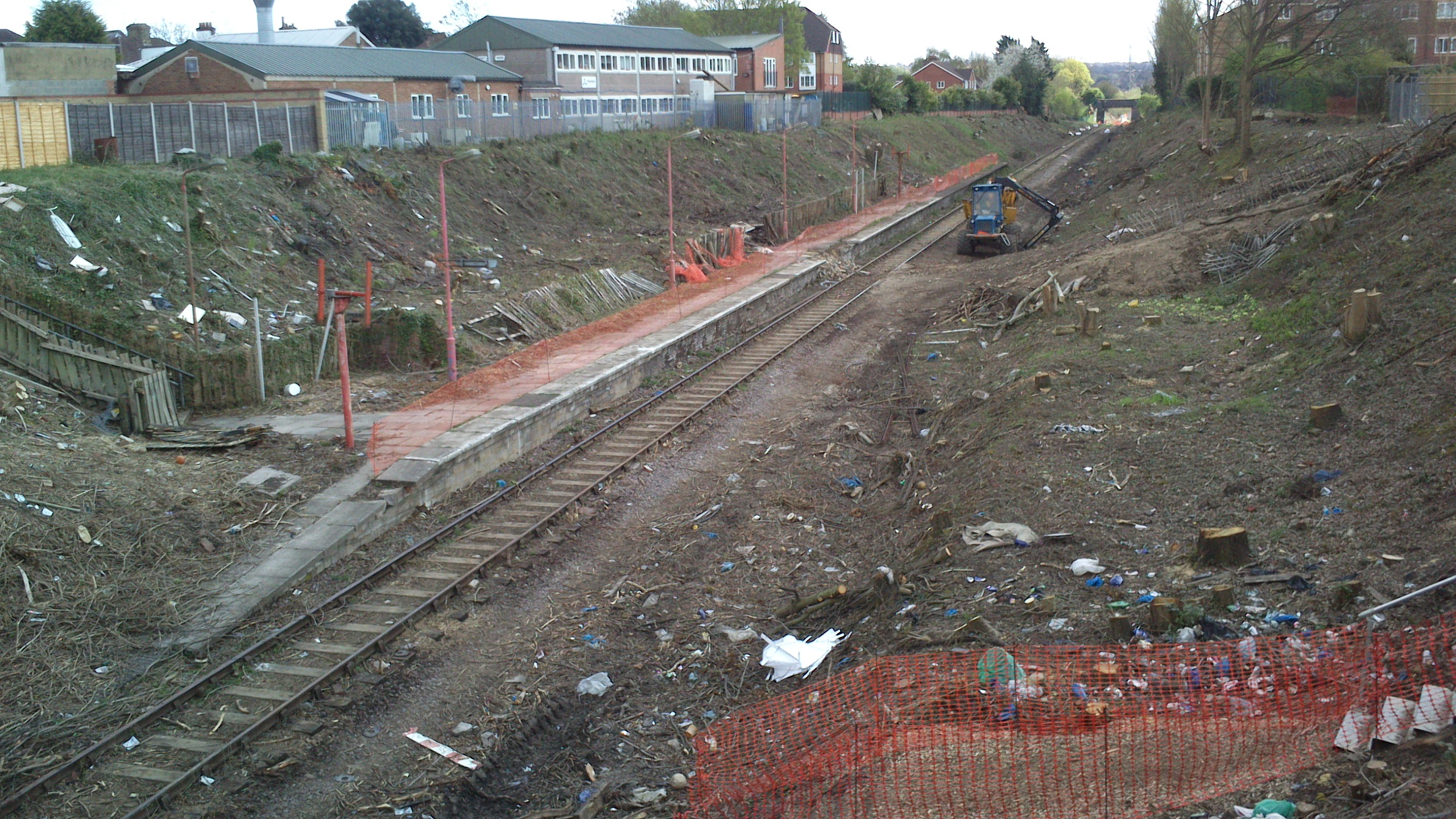
Watford West Railway Station (2014), Arbeiten zum Entfernen des Bewuchses

Aktualisierte Berechnungen durch das staatliche Infrastrukturunternehmen Network Rail ergaben 2014 einen Erstellungspreis in Höhe von 230 Millionen Pfund. Aufgrund der angespannten Staatsfinanzen sah sich das Verkehrsministerium nicht dazu in der Lage, diese Steigerung zu tragen. George Osborne als Schatzkanzler der von der Conservative Party gestellten Regierung hatte überdies begonnen, die Zuweisungen an Transport for London (abgekürzt TfL) zu reduzieren. Binnen fünf Jahren sollten die jährlichen Zuschüsse zu den laufenden Betriebskosten des Verkehrsnetzes in der Hauptstadt von 700 Millionen Pfund auf null zurückgeführt werden.
Ein weiteres Gutachten ermittelte Anfang 2015 einen Mindestpreis von mehr als 284 Millionen Pfund. Angesichts der steigenden Kostenschätzungen bewirkte Londons Bürgermeister Boris Johnson, dass die Projektverantwortung im November 2015 auf TfL überging. Die offizielle Projektbezeichnung änderte sich in „Metropolitan Line Extension“ (kurz MLX).
TfL hatte in der jüngeren Vergangenheit größere Bauprojekte, etwa für London Overground, erfolgreich in Eigenregie durchgeführt. Das Budget für die Metropolitan Line Extension aber blieb knapp, bei außerdem unabsehbarem Projektrisiko. Als Gesamtkosten waren 284,4 Millionen Pfund veranschlagt. TfL hatte erstmals eigene Mittel in Höhe von 49,23 Millionen Pfund beizusteuern, davon rund 30 Millionen Pfund durch Aufnahme von neuen Verbindlichkeiten, welchen das Finanzministerium eigens zustimmen musste, plus 16,5 Millionen aus einem Sonderbudget („Growth Fund“).
Rechtzeitig vor den Wahlen zum britischen Unterhaus 2015 konnte die regierende Conservative Party auf diesem Weg den Wählerinnen und Wählern in Watford ein Fortschreiten des Projekts signalisieren.

### Scheitern des Projekts
Ende 2015 belief sich die Kostenschätzung auf knapp 300 Millionen Pfund. Die Erweiterung der Metropolitan Line ‒ außerhalb der Hauptstadt gelegen, die wirtschaftliche Entwicklung in Hertfordshire begünstigend, aber im mittlerweile erheblichen Ausmaß durch TfL zu finanzieren, derweil das existierende Verkehrsangebot in der Hauptstadt unter Kostendruck geriet ‒ ließ sich in dieser Konstellation für London nicht mehr rechtfertigen.
Das ursprünglich 2013 durch Hertfordshire beauftragte, in Watford ansässige Generalbauunternehmen Taylor Woodrow hatte die erste Planungsphase des Projekts im Herbst 2016 auftragsgemäß abgeschlossen. Den Folgeauftrag erteilte TfL jedoch nicht mehr. Damit endeten auch die vorbereitenden Bauarbeiten, die ohnehin nur in geringem Umfang erfolgt waren. Weitere Preissteigerungen auf mindestens 350 Millionen Pfund wurden in der Folge offenbar, und im Juni 2017 gab TfL bekannt, diese nicht decken zu können.
Unter Bürgermeister Sadiq Khan von der Labour Party erhielt TfL 2016 die politische Vorgabe, die Fahrpreise im öffentlichen Personennahverkehr Londons bis ins Jahr 2020 im Wesentlichen konstant zu halten. Im September 2017 entschied Khan, den TfL-Anteil am Projekt auf die zuvor zugesagten 49 Millionen Pfund, bei einem Gesamtpreis von gut 284 Millionen Pfund, zu beschränken. TfLs Verbindlichkeitsrahmen sei weitgehend ausgeschöpft, und den steigenden Kosten würden keine höheren Einnahmen gegenüber stehen. Daher seien auf geregelte Art und Weise alle Aktivitäten bezüglich der Erweiterung der Metropolitan Line einzustellen. Zu diesem Zeitpunkt waren für das Gesamtprojekt bereits 71 Millionen ‒ laut einer anderen Quelle 130 Millionen ‒ Pfund ausgegeben worden.
Insgesamt ließ sich neben der Streichung staatlicher Zuweisungen bei steigender Inflation ein Rückgang der Passagierzahlen im gesamten öffentlichen Nahverkehr Londons, besonders im Busbereich, und damit der Fahrgelderlöse feststellen. Das insofern für das Jahr 2019 absehbare Betriebskostendefizit in Höhe von rund einer Milliarde Pfund trug dazu bei, dass sich bei allen Investitionsvorhaben im Bereich der Londoner U-Bahn die Prioritäten insgesamt verschoben.
Infolge der unzureichenden Finanzierung und des ungeklärten Projektrisikos wurde das Projekt gestoppt. Der ausbleibende Baufortschritt führte dazu, dass die gemäß dem Transport and Works Act zeitlich befristete Baugenehmigung für die Erweiterung der Metropolitan Line im August 2018 verfiel.

### Zukunft
Im Frühjahr 2018 bekräftigte Watfords neu gewählter Bürgermeister Peter Taylor von der Liberaldemokratischen Partei, dass er weiterhin eine Verkehrsverbindung entlang der Trasse von Croxley Rail Link anstrebe, gegebenenfalls als Bus- oder Straßenbahnverbindung, und dazu im Dialog mit den Gremien stehe. Mit Stand 2024 ist keine Veränderung zu erwarten.